# Santiago Juxtlahuaca
Santiago Juxtlahuaca es una población mexicana, cabecera del municipio del mismo nombre ubicada en el estado de Oaxaca. Integra uno de los  570 municipios que conforman a este estado, los cuales se encuentran  repartidos en sus ocho regiones: Valles Centrales, Sierra Sur, Sierra Norte, Istmo, Costa, Papaloapan, Cañada y Mixteca. Siendo uno de los lugares más culturales de la región mixteca.
Santiago Juxtlahuaca se encuentra ubicada en el extremo norte del municipio, aproximadamente a 415 km de la capital del país, la Ciudad de México. Es la 5.ª población más importante de la Mixteca Baja. El pueblo es famoso por sus talentosos artesanos de la madera y la piel, quienes dan forma a las máscaras y el vestuario de las diferentes danzas representativas del lugar.
Fue fundada el 13 de septiembre de 1542 por el fraile Dominico Gonzalo Lucero bajo el nombre de Villa de Santiago Juxtlahuaca. Desde la década de los años 40 del siglo XX, la economía de la población ha girado básicamente alrededor del comercio de productos agrícolas.

## Símbolos.

### Escudo
|  | El escudo de armas de Santiago Juxtlahuaca está blasonado así: En lienzo de hules rojos, significando las luchas libertadoras de los mixtecos, así como su esencia ritual en la conformación de su estructura y organización social. En la parte superior la palabra "Ñu Ñu Ma" que en mixteco significa "Tierra de Humo" que es el nombre como se le conoce a la Mixteca. Al centro el lema "Unidad y Esfuerzo" que refleja el espíritu de unión y trabajo de sus hombres, enmarcado con el nombre del municipio, entre los cuales están las máscaras de la "Danza del Chilolo y del Rubio", que son las de mayor relevancia en el folclore de Juxtlahuaca, seguidas de las máscaras de la "Danza del Macho". La silueta del templo parroquial sobre el valle Verde y arcos del palacio municipal; significando la base y el soporte del esfuerzo de los habitantes de este pueblo de la tierra del sol, que despunta en los montes del "Agua Azul", descansando sobre un fondo amarillo que significa la abundante cosecha y la eterna búsqueda por la libertad sobre el cual se encuentra el glifo del año mixteco y la conjugación de sus raíces etimológicas; "En el gran llano Verde" y como le gustaron ponerle "Llano del Conejo". |

### Lema
| Unidad y Esfuerzo | Refleja el espíritu de unión y trabajo de las y los Juxtlahuaqueños |

### Significado del nombre
La palabra Juxtlahuaca tiene dos orígenes etimológicos en lenguas autóctonas, uno proviene del mixteco y se le conoce como “Yosocuiya” de Yoso-Llano y Cuiya-Año. En lengua náhualt o mexicana se le conoce como “Xiuxtlahuaca” que proviene de los vocablos Xiuxtla-valle y Huaca viento o lugar, que significa “Valle del viento”. El nombre de Santiago es designado por la celebridad del santo patrono de la comunidad, Santiago Apóstol, cuya fiesta se acostumbra a realizar cada 25 de julio.

## Historia

### Época Prehispánica.
De acuerdo a la historia, Juxtlahuaca,  fue fundada desde la época Prehispánica por dos tribus de la raza mixteca, siendo los principales protagonistas los reyes de los reinos que se encontraban en la cima de los dos cerros Ciki-ntaha y Yucuyu’gua (hoy Cerro de Agua Azul) sobresaliendo el rey Dos Conejos casado con la mujer Ocho Casa, hija del señor Once – Pedernal,  Águila Quetzales y de la señora Trece-Caña Cintas Trenzadas con Flores, así como el rey Xólotl con sobrenombre Pelo Encrespado, que participó en la Batalla donde murió Ocho Venado, Garra de Tigre y del señor Cinco Lluvia. 
Juxtlahuaca se le conoce como uno de los pueblos más antiguos de la mixteca oaxaqueña. Su fundación se remonta a la época prehispánica y se le conoció en ese entonces como "Yosocuiya" lo que en lengua mixteca significa "Llano del año". Hasta antes de la llegada de los españoles, este fue un señorío próspero y pacífico que dominó todo el valle en el que hoy se encuentra la localidad.

### Fundación.
Después de la colonización en 1521 de la Gran Tenochtitlán, la evangelización de se difundió por todo el país, y durante el recorrido en 1536, los dominicos pasaron por la exploración de Xiuxtlahuaca, entre los que destacan  fraile Gonzalo Lucero, seguido del Fraile Domingo de Santa María, y tres años después el fraile Benito Juárez, quienes dieron paso a poblar el llano verde (hoy Juxtlahuaca), quedando asentado Juxtlahuaca  en el lugar denominado  ““Nuu Chun o un Taa’vi Chumi”, sirviendo de margen el río Santo Domingo o río del Cazador y el río Grande conocido actualmente como río Juxtlahuaca.   
Por tal motivo, con el proceso de evangelización de  los primeros frailes dominicos que llegaron a  este señorío, lograron convencer a los nativos para que bajaran a poblar el valle. En 1542 se concreta la fundación de Santiago Juxtlahuaca ya en lugar en el que se encuentra hoy. 
Durante el periodo colonial, Juxtlahuaca estuvo encomendado a diferentes corregidores españoles quienes administraban este y otras poblaciones cercanas. No obstante, se le permitió a la población indígena mantener un gobierno interno de acuerdo con sus costumbres. En este lapso de tiempo ocurrieron varias epidemias de enfermedades traídas por los españoles que casi acabaron por completo con la población indígena por lo que mucho del conocimiento de la época prehispánica se perdió.

### Primeros años.
Estando como cabeza de Juxtlahuaca el Cacique Gobernador, Don Lorenzo Suárez de Mendoza, hijo del excasique don Alejo Santiago de Mendoza, solicitó al virrey de la Nueva España, Don Pedro Moya de Contreras y don Álvaro Manrique de Zúñiga los títulos de propiedad del pueblo, logrando su otorgamiento en el año de 1585.
Del año 1600 al 1633, la cabecera fue desplazada hacia el norte del valle hasta su emplazamiento definitivo, trazándose las primeras calles al estilo español, en este año las estancias estaban tan cerca del convento que no se consideró necesario juntarlas. La relación de 1745, habla de seis sujetos a menos de tres leguas, cinco de estos sobrevivían como pueblos en el año de 1777.

### Época Colonial.
Juxtlahuaca estuvo encomendada primero a Bartolomé de Valdés, aunque es posible que Antonio de Aznar compartiera la encomienda en los primeros años. Tristán de Arellano tuvo la mitad de esa encomienda en 1548-1550, cuando la otra mitad ya había pasado a la corona. Francisco Valadez aparece como encomendero de la mitad privada en 1580, pero a finales de este siglo toda Juxtlahuaca estaba en poder de la corona.
El primer sistema de gobierno colonial local fue el de la encomienda, la mitad de Juxtlahuaca pasó a ser propiedad de la corona, administrada por un corregidor el 6 de junio de 1548. Durante la década siguiente este magistrado adquirió jurisdicción en las encomiendas de Xochiquilazala, Mixtepec, Putla y Tecomaxtlahuaca, además de Jicayán de Tovar y Zacatepec. En la distribución provincial de la década de 1560 y después, Juxtlahuaca era sufragánea del alcalde mayor de Teposcolula, después pasó al sistema de corregiduría.
El corregidor que residía en Juxtlahuaca en el año de 1580 se llamaba don Andrés de Aznar, seguido de don Pedro de Prado en el año de 1592 y Diego de Esquivel en el año de 1595, siendo de este modo su gobierno hasta finales del siglo XVIII, cuando el corregidor se convirtió en Alcalde mayor y desde 1786, fue subdelegado de la intendencia de Oaxaca, que desapareció con la Independencia.
Pero siempre de manera interna Juxtlahuaca estuvo gobernada por caciques indígenas o gobernadores natos, como también se les conocía, entre los que destacaron, don Lorenzo Suárez de Mendoza, Juan de Mendoza, Santiago Mendoza y Vicente Baltasar, entre otros.

## Geografía.

### Ubicación geográfica
Santiago Juxtlahuaca se encuentra localizado en la zona noroeste del estado formado parte de la Región Mixteca y del Distrito de Juxtlahuaca; limita al norte con el municipio de San Sebastián Tecomaxtlahuaca, con el municipio de San Miguel Tlacotepec, con el municipio de Santos Reyes Tepejillo y con el municipio de San Juan Mixtepec -Distrito 08-, al este con el municipio de San Martín Itunyoso y con el municipio de Putla Villa de Guerrero, al sur limita con el municipio de Constancia del Rosario, que se encuentra dividido en dos exclaves separados y al oeste con el municipio de Coicoyán de las Flores; al suroeste limita con el estado de Guerrero, en particular con el municipio de Tlacoachistlahuaca y con el municipio de Xochistlahuaca.
Tiene una extensión territorial de 583.05 kilómetros cuadrados, que representan el 0.61% de la extensión total del estado. Se localiza al noroeste de la ciudad de Oaxaca. Su distancia aproximada a la capital del estado es de 253 kilómetros.

### Clima.
En Santiago Juxtlahuaca, la temporada de lluvia es cómoda y nublada y la temporada seca es caliente y parcialmente nublada. Durante el transcurso del año, la temperatura generalmente varía de 7 °C a 28 °C y rara vez baja a menos de 5 °C o sube a más de 31 °C.
La temporada templada dura 2.1 meses, del 16 de marzo al 19 de mayo, y la temperatura máxima promedio diaria es más de 27 °C. El día más caluroso del año es el 17 de abril, con una temperatura máxima promedio de 28 °C y una temperatura mínima promedio de 11 °C.
La temporada fresca dura 6.6 meses, del 28 de junio al 16 de enero, y la temperatura máxima promedio diaria es menos de 24 °C. El día más frío del año es el 14 de enero, con una temperatura mínima promedio de 7 °C y máxima promedio de 24 °C.

### Orografía.
El cerro más elevado que existe cerca del pueblo es el que se conoce con el nombre de El Venado, cuya altitud sobre el nivel del mar puede ser de 2900 metros. No hay ninguna cordillera de montañas, pues a una legua de distancia están las que vienen de Mixtepec.

### Hidrografía.
Los recursos hidrográficos son amplios en este poblado. Los municipios de San Juan Mixtepec, San Sebastián Tecomaxtlahuaca y Santiago Juxtlahuaca son regados por el río Mixteco y Coicoyán por un afluente. Se encuentra también el río de Santo Domingo que viene desde el Rosario, Putla; y  el río piedra azul. Que cada año por las condiciones climatológicas muestra disminución en su afluencia.

### Tipo de suelo y características
El tipo de suelo localizado en el municipio es el cambisol cálcico, estos suelos son sometidos a un proceso de intemperización, lo que les da mayor o menor oxidación y por ende diferentes colores, estructura y consistencia, son suelos preciosos para la agricultura siempre y cuando se mantengan debidamente fertilizados.

## Flora y Fauna
Juxtlahuaca es muy rico en diversidad de plantas ornamentales y curativas, dentro de la zona boscosa que distingue a este municipio se encuentran pinos, oyameles, pirules, jacarandas que en días de primavera adornan con su color morado algunas calles, también hay encino, madroño, amate, higo, lilalac, palma, ceiba, palo azul, roble hormiguillo, así como diferentes pastizales, y flores de ornamento como los llamados cartuchos (alcatraces).
Por la gran diversidad de vegetación en este lugar, se ha desarrollado la tala de árboles, ya sea para uso humano (leña) o bien, para comercialización con pequeñas empresas fuera del municipio, así mismo, ya hay algunos aserraderos cerca de la cabecera municipal. Ante ello se ha desarrollado, campañas de reforestación, y de concientización ciudadana para el cuidado y preservación de las áreas verdes. En poco tiempo se estarán perdiendo estas variedades en el caso de las plantas: el pino, las palmas, el encino, el roble.
También Juxtlahuaca, tiene una tradición milenaria en el uso de hierbas medicinales, que obtienen de la misma región como la hierba de coyote, la sábila, el palo azul, el romero, el árnica entre muchas más, y hay personas de la población que hacen limpias con hierbas como ruda o albahacar.
En cuanto a la fauna, Santiago Juxtlahuaca se reconoce por tener ganado (toros y vacas), crianza de guajolotes, aves de corral, borregos y chivos, caballos, cerdos y conejos. "La fauna existente se compone de las siguientes especies: ardilla, tlacuache, conejo montés, coyote, zorra gris, búho, lechu
za de campanar, gato montés, rata de campo, cacomixtles, sapo arbóreo y víbora de cáscabel". Algunos de los pobladores, utilizan la fauna como remedio o para consumo, lo cual lleva a la desaparición de algunas de las especies existentes.  Ya se encuentran en peligro de extinción  la ardilla, el conejo, coyote y la zorra.

## Población y Lengua
Santiago Juxtlahuaca es una población que está en constante movimiento ya sea por la migración al norte del país, o por la gran comercialización en la cabecera municipal. Conforme al Censo de población y vivienda del año 2020 la población en Santiago Juxtlahuaca fue de 34,735 habitantes, en comparación al 2010, donde  creció un 5.49%. Del total de habitantes, 16, 527 (47. 6 %) son hombres y son 18, 208 (52.4%) población femenina. 
Del total de esta población, el rango edad mayoritario es  de los 0 a los 14 años, la cual representan el 34,4%; mientras que la edad de los 75 a 84 años, llegan a representar solamente el 1.3% del total poblacional, por lo que, la niñez tiende a ir en aumento a comparación de las personas en edad longeva.
Juxtlahuaca es un lugar con costumbres y tradiciones arraigadas, donde el machismo esta presente en muchas familias de la región, donde el hombre sigue representado ser el jefe de familia, de ahí que, en el año 2020, se registraron el 29.3% donde las mujeres eran las jefas del hogar y el 70.7% correspondía a los hombres, encabezando los que están entre edad de los 40 a 44 años. Sin dejar de tomar en cuenta, que hoy en día muchas mujeres buscan mejores oportunidades de vida y laborales, para ser autosuficientes y tener un sueldo propio, así también, ha crecido el número de emprendimientos femeninos, redes de autoayuda y crecimiento personal que permite que la mujer vaya generando la equidad económica y social. Con la casa de la mujer y programas desarrollados por las administraciones gubernamentales, se busca, darles más oportunidades y apoyos económicos y en especie para su familia o impulso de su negocio, minimizando brechas de desigualdad.

#### Lengua
Juxtlahuaca como municipio y distrito se distingue por ser un lugar donde en días de plaza (jueves y viernes) o festividades, se genera una mezcla de culturas al llegar diferentes poblaciones aledañas y de la cañada, donde la forma de comunicarse es a través de las diferentes lenguas y no solo el español. De ahí que de acuerdo a los datos del INEGI (2020) existe una población del 55%  mayor a 3 años que hablan  alguna lengua, dentro de las más habladas fueron Triqui (13,048 habitantes, 68%), Mixteco (5,948 habitantes, 31%) y Náhuatl (46 habitantes).

## Turismo.
Santiago Juxtlahuaca cuenta con monumentos de historia y valor para la comunidad.

## Tradiciones y Costumbres.
Juxtlahuaca se caracteriza, por tener varias de las tradiciones más arraigadas y antiguas de la región mixteca, así como danzas originarias de la región. Algunas de ellas son:

### Festividades.

#### Carnaval.
Se realiza los cuatro días anteriores al miércoles de ceniza, el carnaval de Juxtlahuaca 100% auténtico y autóctono, conserva la identidad de este pueblo como mixtecos donde se disfruta de la danza de los rubios, de los chilolos entre otras. Esta festividad del carnaval en Juxtlahuaca, culmina el martes con una calenda donde se juntan autoridades municipales, mayordomías y todas las danzas de la población: Centro, Barrio de Santo Domingo y Barrio de San Pedro, para departir el chilate de res participando del juego de la harina, bailando por último estas danzas en la plaza cívica donde asiste todo el pueblo y visitantes, distinguiéndose la presencia de las tradicionales mascaritas quienes avientan confeti, las cuales usan un traje dominó, al término de estas un baile popular.

#### Fiesta Patronal a Santiago Apóstol.
La fiesta patronal de Santiago Juxtlahuaca se celebra el 25 de julio. La Fiesta patronal es en honor al Señor Santiago Apóstol, santo del cual proviene el nombre de la población. 
Cada año se escoge para los festejos a un mayordomo quien junto con sus diputados y pueblo en general, realizan cinco días de fiestas en la Semana Principal, del 23 al 28 de julio, día en que se hace entrega a los nuevos mayordomos.
Se lleva alrededor de quince días antes para hacer los preparativos y labranzas de las velas que se ocupan en las procesiones, donde se disfruta de las danzas de los "Chareos" (Moros y Cristianos), "Los Diablos", y los Chilolos. Durante estos días de fiesta es común escuchar a la  banda de viento en las procesiones y en la comunidad, así como cuetes, ofreciendo fiesta y espectáculo para propios y extraños.
Durante estos días de fiesta se acude a dar gracias al Templo Parroquial, donde se celebran misas y vísperas. 
Durante la semana principal, comenzando el 22 de julio, se inicia con el paseo de Toros, el 23 el paseo y matanza de los guajolotes, las procesiones,  desafió de los Chareos, eventos culturales y deportivos entre otros. 
Usualmente se celebrar por lo menos tres noches de bailes públicos y tradicionales chilenas, además de saborear el pan labrado acompañado del delicioso champurrado, chilate de res, especie, sin igual mole de res y el pozole, culminando así las fiestas el día 28 con la entrega en el domicilio del nuevo mayordomo quien fungirá el año siguiente.
Cabe destacar que durante estos días se celebran dos festividades, similares pero independientes - una organizada por el Barrio Santo Domingo, y otra por la comunidad de El Centro de Santiago Juxtlahuaca. 
Independiente de estos, en años recientes, se han invitado a diversas comunidades para compartir sus hermosas danzas, como es el caso de los Maromeros de Santa Rosa Caxtlahuaca, así como grupos musicales de la región.

#### Fiesta patronal de Santo Domingo de Guzmán.
El barrio Santo Domingo es el barrio más antiguo de Santiago Juxtlahuaca. Según las historias y leyendas del poblado, cuando los antiguos habitantes de Yucuyuhua fueron conquistados por los españoles, estos fundaron a Santiago Juxtlahuaca en el valle aldeano, Yosocuii, el llano verde. El poblado fue extendiéndose primero por el área conocida ahora como barrio Santo Domingo hasta dispersarse a las dimensiones que ocupa hoy en día.   
Muchas de las costumbres y tradiciones que se conservan celosamente hasta nuestros días fueron originadas por los antiguos Mixtecos. Ya una vez mezcladas con los matices católicos dejada por la conquista, se empezó a celebrar a Santo Domingo de Guzmán a la misma medida que la fiesta patronal al santo patrón del pueblo, Santiago Apóstol.  
Se realizan eventos como paseo de toros, paseo de guajolotes, desafió de la danza de los Chareos, castillo y procesión a menor escala, pero con la misma dedicación que la fiesta patronal a Santiago Apóstol.

#### Día de los Fieles Difuntos
Esta época del año es muy especial, Juxtlahuaca; en donde las familias con respeto ponen hermosas ofrendas que se distinguen por los arcos elaborados con la flor de cempasúchil a los fieles difuntos, tiempo de reflexión, intercambiándose obsequios, donde se saborea el mole de guajolote, también se realiza la ya tradicional comparsa de muertos y se acude a velar al panteón, además de asistir a los animados jaripeos.

#### Festividad a Nuestra Señora de la Soledad.
Festividad de la patrona del pueblo, la Santísima Virgen de la Soledad, celebrándose el novenario de misas, vísperas y procesiones.

### Danzas.

#### Danza de los Diablos.
Como un complemento a la Danza de los Chareos (conocida también como moros contra cristianos), surgen los Diablos, cuya indumentaria consta de chivarras (o chaparreras, elaboradas con pelo de chivo), saco, mascadas, chicote, caretas o máscaras de madera con figuras diabólicas que en su mayoría son adornadas con cuernos.
Para la época colonial, en el proceso de evangelización los dominicos desterraron el respeto y veneración por los diferentes dioses que había en esta población uno de ellos fue CUACISIQUI (11 venado, ídolo de color verde), que según los dominicos lo asemejaron al diablo, y buscaban infundir que no tenía ningún poder, por lo que dentro de los bailetes y música (como medio de dominación), se introdujo la aparición del mal, de ahí  el nacimiento de la danza de los diablos, comienza en "el desafío" bailete de la danza de los Chareos, que simboliza la parte donde los cristianos le piden a los moros que entreguen la túnica de Jesucristo, encarándose a la lucha hasta llegar a la muerte. Dentro de los parlamentos y baile  “Selín, el soldado moro, que lucha a lado de Pilatos contra el general Santiago, y cae herido por Edecán y en un acto de ayuda le dice  ¡Mahoma! ¿A dónde te has metido? ¿Cómo me has desamparado? ¡ya la vida se me acaba y la espada me han quitado! Yo ha tu ley no la he de dejar, aunque me lleven los diablos¨,  al decir cae muerto, es donde entran los diablos para llevárselo al infierno, con sus elegantes trajes , sonando sus chicotes, al son de la banda mueven con su peculiar estilo las chivarras al ritmo de cada chilena.
Sin lugar a duda, durante el proceso de evangelización de la Nueva España, las danzas fueron una forma de facilitar convertir a los pueblos indígenas al cristianismo, y con el tema de Santiago Apóstol como su inspiración y ayuda divina, los cristianos, vencían a los musulmanes, y por estar condenados al infierno, a los moros se los llevaban Los Diablos.
El atuendo como las chivarras o capulinas son elaboradas por artesanos de Santiago Juxtlahuaca, las pieles llegan a ser importadas, pero son trabajados por manos juxtlahuaqueñas. Las máscaras de madera son propiamente creadas (tallado y pintado) por artesanos de la región, inspiradas en la identidad, gusto y personalidad de la persona que pide su máscara, de ahí las diferentes y creativas fisonomías que se pueden observar, utilizan cuernos de chivo, de toro, de venado, los ojos son de cristal y algunos tiene movilidad que le dan más realce y elegancia, haciendo que ninguna máscara sea igual que otra, es decir, que el diablo toma la forma que quiera.
Hoy en día tanto mujeres (a partir del 2009) y hombres pueden danzarla con gran gala, ya sea de forma individual o en parejas, que al verla deslumbran y llaman la atención a los espectadores al bailar las diversas chilenas de la región interpretadas por las bandas de viento.
Tradicionalmente la danza de Los Diablos se bailaba después de la danza de Los Chareos en La Fiesta patronal de Santiago Juxtlahuaca, pero actualmente esta danza a traspasado las fronteras, tomando identidad propia y se baila en diversos tipos de ocasiones. 
Por ejemplo, en la Guelaguetza realizada en San Marcos California por la Coalición de Comunidades Indígenas de Oaxaca  (COCIO), la danza de las Diablos forma parte de una de las múltiples danzas utilizadas para dar a conocer esta cultura y estas raíces. Al igual, se baila en diversas ocasiones en eventos realizados por paisanos en otras partes de México y de Estados Unidos.

#### Danza de los Rubios.
Muestra auténtica y bravía de los hombres de Juxtlahuaca, en la región Mixteca baja, quienes al terminar su jornada de trabajo, alrededor de una fogata, entre trago y trago de aguardiente, a los sones del violín y la jarana, bailan y comentan las peripecias sufridas durante el trayecto en el arreo del ganado, desde la costa oaxaqueña hasta El Parían y otros lugares donde lo embarcan.
Hoy, a más de cien años se sigue disfrutando de esta tradicional herencia. Sus principales personajes son: El Caporal, Alvarado, El Rubio, Margarito; conocido también como Chile Verde o el Pachequito con la mujer del caporal María Cotita siendo amiga de ésta, la María Lencha, amante del Caporal. Representándose a las partidas de ganado con un toro de varas de piel de buey, centrándose hacia este la relación de la danza a través de la cordillera, sones, gustos, contra gustos y fandangueros.
Su vestimenta consiste en espuelas, chivarras, sombrero de ala ancha, capulina de piel de venado, mascadas, chicote y máscaras labradas por artesanos natos de Juxtlahuaca. Esta danza ha participado en las fiestas de los lunes del Cerro, la Guelaguetza Oaxaqueña y en otras partes de la República. Existiendo en Juxtlahuaca tres grupos representativos.

#### Danza de los Chareos.
La danza de Los Chareos, conocida en otras partes de la nueva España como la danza de los moros y cristianos fue parte del proceso de evangelización de los pueblos en las Américas. La danza tiene sus cimientos en pasajes bíblicos, así como eventos de las victorias de España, país católico, en los territorios de la península ibérica ocupados por marroquís musulmanes.
La danza incluye personajes como Pilato, Sultán por parte de los Moros, y Santiago (Apóstol) de parte de los Cristianos. Dentro de la danza, se encuentra un personaje conocido como el conde Alchareo, de donde proviene la variación del nombre dado a esta danza en Santiago Juxtlahuaca y pueblos circunvecinos. Las variaciones del nombre incluyen, Moros y Cristianos, Chareos, o Santiagos. 
Según relatos de las leyendas españolas, fue Santiago Apóstol quien ayudó a las fuerzas católicas enfundado con su traje de guerrero, montado en un caballo blanco y armado con una espada.
La danza se desarrolla durante el transcurso de la fiesta Patronal en honor a Santiago Apóstol en el barrio Santo Domingo y en El Centro en Santiago Juxtlahuaca. También se baila en la fiesta a Santo Domingo de Guzmán, organizada por el barrio del mismo nombre, similar a la fiesta patronal pero en menor escalada.  
Durante el transcurso de la fiesta, la danza se ejecuta durante el tradicional paseo de Guajolotes, una noche de desafió, y la muerte de Poncio Pilato además de la procesión donde las imágenes de Santiago Apóstol y Santo Domingo de Guzmán son paseadas por las calles del pueblo. 
La danza consiste de varios bailetes, y contiene un diálogo nutrido que progresa según el desarrollo de la danza en el transcurso de la fiesta

#### Danza del Macho
El personaje del Macho interpreta a un supuesto rico hacendado mientras La Vieja y el Tata Tuno interpretan a personajes que llevan una vida disoluta dando el mal ejemplo a sus hijas. La Vieja y el Tata Tuno llevaban a sus hijas de reunión en reunión y de fiesta en fiesta.
Entonces sucedió que en una de estas reuniones el Macho se enamora de una de las hijas del Tata Tuno y decide raptarla. El Tata Tuno, molesto por este hecho, reacciona cargándole toda la culpa a su pareja y la obliga a ir a hablar con el Macho para proponerle que se case son su hija. Esto evitaría que su honor quedara burlado y a su vez, pensaba el Tata Tuno, haría un buen matrimonio ya que el Macho supuestamente era muy rico. El destino le deparaba una amarga sorpresa ya que el Macho no tenía nada. Una vez que el Tata Tuno descubrió esto, enfrentó al Macho cuestionándole que como le haría para proveerle de comer a su hija. A su vez el Macho le responde que a su hija le va a dar "puro macho."
Aun así el Tata Tuno los obliga a casarse haciendo los trámites ante el Tata Cura y el Tata lo Civil. Estos aceptan de mil amores y los casan creyendo que se llevarían una buena tajada del dinero del Macho. Estos personajes se llevan una amarga sorpresa porque el Macho al no tener nada les pago con puro macho, es decir, puras valentonadas.
Sea como sea, el Macho y la hija del Tata Tuno ya están casados y a continuación viene el reconocimiento de la nueva familia. El Tata Tuno y la vieja entran en calor bailando El Epazote y La Yerba Santa. A continuación todos los personajes comienzan a bailar de gusto.
Acabando la danza, es de costumbre que pasen a que les den un refrigerio las personas de las casas a las cuales fueron a bailar. Por lo general esta danza se lleva a cabo en las casas de los diferentes mayordomos de los santos al igual que en la comunidad del pueblo.

#### Fandango de Juxtlahuaca.
Esta importante manifestación folclórica, es una hermosa herencia que legaron los antepasados, la cual fue y sigue siendo motivo de unión, alegrías y tristezas en todos los momentos importantes de la vida de los juxtlahuaqueños, ejecutándose en bautizos, bodas, verbenas populares, etc. Al compás de la música del violín y jarana, se bailan sones, chilenas y gustos, con atuendos a la usanza de los mixtecos de esta región, siendo esta música la manifestación auténtica de Juxtlahuaca, existiendo en nuestros días música grabada de este género en casetes.

#### Danza de los Chilolos.
La Danza de los Chilolos de Carnaval, Loolo Nchica'a o danzantes del ritual del tigre, también conocido con el nombre de Los Ticuanis, tiene su origen en el ritual religioso, que los antiguos mixtecas efectuaban en la época prehispánica, para pedir ayuda a sus dioses v. gr. Yaa Dzavi (Dios del agua o de la lluvia), Taandoco o Taadoc (Dios del Sol o de los guerreros valientes); llamados estos dioses en lengua mixteca como: Cuaqusiqhi u Once Venado (Dios principal de Juxtlahuaca o Yozocuyya (El gran Ilano verde). De igual forma rendían culto a sus deidades, que eran sus dioses de los oficios, tales como: Qhuav (Venado) (Dios del Cazador) e Huituayuta o Yoco Situayuta (Dios de la multiplicación del género humano), todas estas deidades se reconocían bajo un nombre común Yoco (Dios de los oficios). También adoraban a las deidades mexicas que representaban al viento, al jaguar, a la serpiente, etc.) a quienes rendían pleitesía al emprender alguna acción importante y relevante para la comunidad, ante quienes danzaban para pedirles un favor; triunfo en la guerra, abundante lluvia, buena cosecha, buena salud para todos los habitantes del pueblo y para limpiar de plagas y demás sabandijas o animales salvajes al ser humano y a sus cultivos que dañaban y perjudicaban. Para estos el sacerdote mixteco en unión de todas las familias participaban en la ejecución del primer son al ritmo de la flauta de carrizo y el teponaxtle, el sacerdote titular con sombrero en mano, enromaba con copal a los cuatro puntos cardinales, empezando al oriente y al norte, que son los que representaban la vitalidad y la salud, la fertilidad y fortaleza y por último al poniente y al sur que representan los puntos malos que mandaban y originaban las enfermedades, la muerte, las plagas y azotes de animales voraces y perjudiciales al hombre, destacándose entre ellos, el tigre, el león y el jaguar motivo por el cual los sacerdotes y principales pedían la protección de sus dioses o les agradecían sus bendición.

#### Mascaritas de Carnaval
Las mascaritas son una de las partes figurativas del carnaval en Juxtlahuaca, la cual tiene sus inicios hace años, cuando los jóvenes querían comunicarse con las señoritas, pero por las costumbres arraigadas, el decoro y respeto hacia las mujeres, los padres las cuidaban para no permitirles  entablar o evitar el cotejo o comunicación de los muchachos con ellas (donde los domingos después de misa eran los momentos para acercarse a ella), ya que era mal visto por la sociedad. Ante esa situación, se origina el concepto de mascarita, .donde los jóvenes se disfrazaban de mascarita  para demostrar su amor o acercarse a una joven que les gustaba, utilizando una voz falsa o media chillante (aguda), acercándose mediante indirectas o cartas de amor o colocando confeti en la cabeza de la señorita que le gustaba. Por mucho tiempo, esta manera de cotejar tuvo sus pros y contras ya que si la muchacha respondía amablemente algún otro que la pretendía podía hablar mal del pretendido o incluso hacerle burla a la muchacha, por despecho se originaban chismes (o ventilando la vida amorosa de las muchachas), pero como no se sabía quien se escondía detrás de cada mascarita fue el medio para expresarse libremente, adjetivándolas como las mascaritas traviesas.
Los jóvenes disfrazados con el paso de los años realizaban acciones desagradables o muy fuertes en general con la sociedad, que fueron mal vistas, por las consecuencias de sus acciones, al aparecer una mascarita la gente en lugar de tener gusto corría por temor a la travesura que le pudiera hacer. De ahí que por años no se les dejó permitió salir en los días de carnaval, ya que sus acciones traspasaban lo cordial de las fiestas. Este año 2025, nuevamente salieron al carnaval aventando confeti y haciendo reír a la población en general, cambiando la intención y visión que se tenía de ellas, bailando junto a la danza de los rubios. “Las mascaritas se meten con la danza de los rubios, juegan a medir sus fuerzas con el toro, que se dan en medio de las porras de público que los animan a seguir jugando. Usan una túnica confeccionada de diferentes colores que les llega de los tobillos a la cabeza terminando en borla,”, con dos bolsas por dentro muy anchas donde colocan el confeti, su rostro también es tapado por una tela un tanto transpirable para poder respirar, y bailar a gusto en el carnaval. Las mascaritas se la pasan corriendo y aventando confeti. Las mascaritas soy muy tradicionales esta población.

## Gastronomía
El buen gusto y sazón de los juxtlahuaqueños y juxtlahuaqueñas, remontan a tiempos ancestrales en donde los reyes comían los mejores manjares, en este municipio se conservan importantes tradiciones en las comidas, siendo las más importantes: Los chiles rellenos, el mole de guajolote, teniendo éste variaciones de acuerdo a la festividad que se realiza, el chilate de res, la cecina o tasajo, la barbacoa de borrego, los frijoles negros con epazote, no sin disfrutar de la especie, que se hace con arroz, carne de gallina y chiles en vinagre.
Dentro de las fiestas patronales el champurrado con su pan labrado, son un platillo muy original, que sin duda deleita cualquier paladar, también las ricas empanzadas de chilacayote, el marquesote, un dulce de membrillo, jamoncillos, los coyules, las regañadas y los suspiros, son elementos inigualables de esta población.

### Chilate de Res, de Santiago Juxtlahuaca
Oaxaca es un lugar lleno de misticismo, cultura, tradiciones, costumbres y un estado rico en gastronomía. Al hablar de Oaxaca, es hablar de  un arte culinario, tanto que a la comida Oaxaqueña en el año 2008, le fue otorgado el estatus de patrimonio inmaterial del estado de Oaxaca, por el Congreso de Oaxaca, representando una expresión de identidad cultural milenaria, así también, conforme a la resolución de la UNESCO aprobada el 16 de noviembre de 2010, la cocina tradicional en las comunidades indígenas constituye una de las prácticas culturales más importantes de identidad, memoria y cohesión de los pueblos.
Santiago Juxtlahuaca o Yosocuiya, forma parte de esa gran riqueza tradicional, donde se refleja su cultura con el uso de diversos ingredientes autóctonos, orgánicos y propios de la región. Uno de los famosos platillos de esta región es el delicioso Chilate de res, que con su aroma, sabor y sazón, se vuelve uno de los preferidos en este municipio. Este platillo tiene sus comienzos desde la época prehispánica, la palabra chilate tiene su origen del náhuatl chiliatl, donde chilli es  chile y atl es agua, que quiere decir bebida de chile, o agua con chile.
El chilate de res, representa este platillo tradicional con un proceso artesanal en los conocimientos para su preparación. Se caracteriza por un color rojo terroso, y el equilibrio de sabor con un toque ligero de picante, y la mezcla de sus ingredientes que mantienen ese sabor de fiesta.
Este chilate es preparado por las cocineras tradicionales de Juxtlahuaca como doña Agustina Mata Vásquez, originaria del barrio de Santo Domingo, quien lleva más de 15 años preparando esta comida típica juxtlahuaqueña, y quien adquirió ese gusto por ser ayudante de las cocineras mayores. Se pretende, que este platillo no pierda su esencia, y se preserve con las generaciones jóvenes. 
El chilate de res (tasajo de res) se prepara en las fiestas patronales de Julio y Agosto, Carnaval, Velorios y Bodas. Para su preparación se necesitan los siguientes ingredientes, carne de res, hueso y tasajo, sal blanca y de grano, chile rojo costeño y chile guajillo, cebolla, tomate verde y tortillas hechas a mano. (Testimonio, 2025)
Cuando es fiesta patronal, un día antes se hace el paseo del toro, y es cuando se ofrece al santo patrón, ahí se mata y descuartiza el novillo o toro, el carnicero lo tasajea y corta en raciones regulares. El chile rojo costeño y guajillo se tuesta en comal de barro y se resguarda. Al día siguiente, se lava la carne y se pone a coser con agua y cebolla, así como sal al gusto. Se muelen los ingredientes y se incorpora al caldo. Si la cocinera dice que ya está listo, es decir, que tenga ese sabor tan peculiar, es hora de servir. Para ello, se coloca la carne en plato hondo oaxaqueño, y se agrega el chilate, acompañado de tortillas calientes hechas a mano, se saborea bebiendo directamente del plato (no se ocupa la cuchara). Junto con un refresco, y es así, como se degusta este rico platillo de la mixteca baja oaxaqueña.
Como dato interesante, años atrás se tostaba el chile en comal de barro, para después molerlo en el metate, ahora todo ha cambiado, y actualmente los ingredientes se muele en molino eléctrico. Sin embargo, no deja ser aún, una exquisita comida de este pueblo de Oaxaca.

### Creditos
Testimonio de Agustina Mata Vásquez (27/marzo/2025), cocinera tradicional del barrio de Santo Domingo, Santiago Juxtlahuaca.  Chilate de Res. Créditos de recopilación (Docentes de la Primaria Cayetano Esteva, en el primer encuentro de Sones y Sabores de mi tierra)
- Datos: Q20283806